# Aron Philipsson
Aron Hjalmar Philipsson, född 12 januari 1826 i Göteborg, död där 15 november 1881 (skriven i mosaiska församlingen), var en svensk jurist och politiker.
Philipsson blev student vid Uppsala universitet 1842 och juris utriusque kandidat 1847. Han bosatte sig i Göteborg 1849 för att arbeta som advokat och upparbetade där en högt ansedd sakföraraffär. Philipsson valdes vid stadsfullmäktiginstitutionens inrättande till stadsfullmäktig, en ställning, som han innehade till 1877, då han av sjukdom nödgades frånträda. Philipsson kom snart att inta en ledarplats inom Göteborgs kommunalrepresentation under detta viktiga utvecklingsskede, och hans yttranden var ofta bestämmande för besluten; en följd av år var han också ordförande i Göteborgs drätselkammare.
När judar i samband med grundlagsändring kunde väljas in i riksdagen, var han en av de två första som vid valen 1872 insattes i andra kammaren, där han hade säte 1873–1877. Hans stora anseende som specialist i lagfrågor gjorde, att han redan vid sin första riksdag valdes (av lantmannapartiet) till ledamot av lagutskottet, som han sedan tillhörde under hela sin riksdagstid. Han tillhörde inget av kammarens partier, varken lantmannapartiet eller intelligensen, men utövade stort inflytande inom sitt specialområde. Det var sålunda på hans förslag, som 1874 års riksdag vidtog den viktiga reformen i avseende på gift kvinnas äganderätt, att gift kvinna fick uteslutande ägande- och förvaltningsrätt till vad hon under äktenskap förvärvar; han föreslog också med framgång Lagbyråns utvidgning till en större kommitté (se Nya lagberedningen) för utarbetande av nytt förslag till civillag samt antagande av förordning om förmånsrätt i järnväg. Åren 1876 och 1877 var han statsrevisor, men drabbades sistnämnda år av psykisk ohälsa. Philipsson är begravd på Gamla begravningsplatsen vid Svingeln i Göteborg.